# ロベルト・トリセラ
ロベルト・トリセラ（Roberto Tricella、1959年3月18日 - ）は、イタリア出身の元同国代表の元サッカー選手。ポジションはDF

## タイトル
エラス・ヴェローナ
- セリエA (1984-85)

インテル・ミラノ
- コッパ・イタリア (1977-78)

ユヴェントス
- コッパ・イタリア (1989-90)
- UEFAカップ (1989-90)

## 代表歴
イタリア代表
- 代表通算：11試合出場 0得点 (1984-1987)

| スタブアイコン | サブスタブ | この項目は、まだ閲覧者の調べものの参照としては役立たない、サッカー選手に関連した書きかけの項目です。この項目を加筆・訂正などしてくださる協力者を求めています（P:サッカー/PJ:サッカー選手/PJ:女子サッカー）。 |